# Tenebroides mauritanicus
Tenebroides mauritanicus là một loài bọ cánh cứng phâ bố rộng khắp và là loài gây hại phổ biến đối với nhà kho và kho thóc. Nó là một trong các loài côn trùng sống lâu nhất tấn công ngũ cốc và gây hại nhiều, và là loài có cơ thể lớn nhất dài đến 10 mm.
Ấu trùng thích ăn bánh quy, chúng là các con giòi màu trắng.

## Hình ảnh

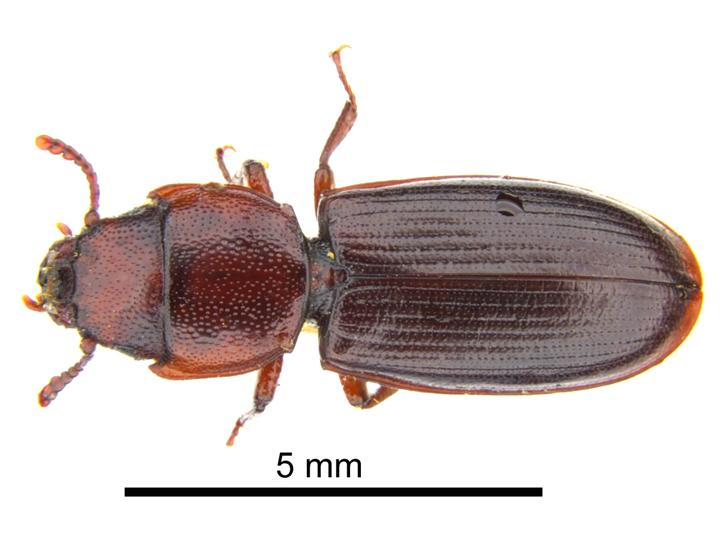
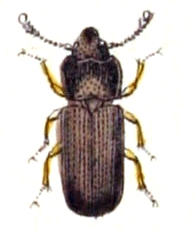